# Cour d'appel d'Ancône
La cour d'appel d'Ancône ((it) Corte d'appello di Ancona) est une des 26 cours d'appel italiennes, la seule dans la région des Marches.
Son ressort (distretto) comprend les tribunaux (tribunali ordinari) d'Ancône, Ascoli Piceno, Fermo, Macerata, Pesaro et Urbin, ainsi que 12 sièges des juges de paix (Giudici di pace).

## Histoire
La cour d'appel d'Ancône a été fondée en 1808, sous le Royaume institué par Napoléon Ier. 
Après la Restauration et le retour des États pontificaux, en 1816 le siège de l'organe judiciaire d'appel (nommé Tribunale di appellazione) fut fixé à Macerata.
En 1860, au passage des Marches au royaume de Sardaigne, fut instituée la cour d'appel d'Ancône, avec des chambres détachées à Macerata (supprimée en 1923) et à Pérouse (cour autonome depuis le 1945).

## Compétence territoriale
Les ressorts sont mis à jour selon la loi du 27 février 2015 n. 11.

## Tribunal d'Ancône

### Giudice di pace d'Ancône
Agugliano, Ancône, Camerano, Camerata Picena, Castelfidardo, Chiaravalle, Falconara Marittima, Filottrano, Loreto, Montemarciano, Numana, Offagna, Osimo, Polverigi, Sirolo

### Giudice di pace di Fabriano
Arcevia, Cerreto d'Esi, Fabriano, Genga, Sassoferrato, Serra San Quirico

### Giudice di pace di Jesi
Belvedere Ostrense, Castelbellino, Castelplanio, Cupramontana, Jesi, Maiolati Spontini, Mergo, Monsano, Monte Roberto, Monte San Vito, Montecarotto, Morro d'Alba, Poggio San Marcello, Rosora, San Marcello, San Paolo di Jesi, Santa Maria Nuova, Serra de'  Conti, Staffolo

### Giudice di pace di Senigallia
Barbara, Castel Colonna,   Castelleone di Suasa,   Corinaldo, Monterado, Ostra, Ostra Vetere, Ripe, Senigallia, Trecastelli

## Tribunale di Ascoli Piceno

### Giudice di pace di Ascoli Piceno
Acquasanta Terme, Acquaviva Picena, Amandola, Appignano del Tronto, Arquata del Tronto, Ascoli Piceno, Carassai, Castel di Lama, Castignano, Castorano, Colli del Tronto, Comunanza, Folignano, Force, Maltignano, Monsampolo del Tronto, Montalto delle Marche, Montedinove, Montefortino, Montegallo, Montemonaco, Monteprandone, Offida, Palmiano, Roccafluvione, Rotella, San Benedetto del Tronto, Spinetoli, Valle Castellana, Venarotta

## Tribunale di Fermo

### Giudice di pace di Fermo
Altidona, Belmonte Piceno, Campofilone, Cossignano, Cupra Marittima, Falerone, Fermo, Francavilla d'Ete, Grottammare, Grottazzolina, Lapedona, Magliano di Tenna, Massa Fermana, Massignano, Monsampietro Morico, Montappone, Monte Giberto, Monte Rinaldo, Monte San Pietrangeli, Monte Urano, Monte Vidon Combatte, Monte Vidon Corrado, Montefalcone Appennino, Montefiore dell'Aso, Montegiorgio, Montegranaro, Monteleone di Fermo, Montelparo, Monterubbiano, Montottone, Moresco, Ortezzano, Pedaso, Petritoli, Ponzano di Fermo, Porto San Giorgio, Porto Sant'Elpidio, Rapagnano, Ripatransone, Santa Vittoria in Matenano, Sant'Elpidio a  Mare, Servigliano, Smerillo, Torre San Patrizio

## Tribunale di Macerata

### Giudice di pace di Camerino
Acquacanina, Bolognola, Camerino, Castelraimondo, Castelsantangelo sul Nera, Esanatoglia, Fiastra, Fiordimonte, Fiuminata, Gagliole, Matelica, Monte Cavallo, Muccia, Pieve Torina, Pievebovigliana, Pioraco, San Severino Marche, Sefro, Serrapetrona, Serravalle di Chienti, Ussita, Visso

### Giudice di pace di Macerata
Apiro, Appignano, Belforte del Chienti, Caldarola, Camporotondo di Fiastrone, Cessapalombo, Cingoli, Civitanova Marche, Colmurano, Corridonia, Gualdo, Loro Piceno, Macerata, Mogliano, Monte San Giusto, Monte San Martino, Montecassiano, Montecosaro, Montefano, Montelupone, Morrovalle, Penna San Giovanni, Petriolo, Poggio San Vicino, Pollenza, Porto Recanati, Potenza Picena, Recanati, Ripe San Ginesio, San Ginesio, Sant'Angelo in Pontano, Sarnano, Tolentino, Treia, Urbisaglia

## Tribunale di Pesaro

### Giudice di pace di Fano
Cartoceto, Fano, Mondolfo, Montemaggiore al Metauro, Piagge, Saltara, San Costanzo, San Giorgio di Pesaro, Serrungarina

### Giudice di pace di Pesaro
Barchi, Fratte Rosa, Gabicce Mare, Gradara, Mombaroccio, Mondavio, Monte Porzio, Monteciccardo, Montelabbate, Orciano di Pesaro, Pergola, Pesaro, San Lorenzo in Campo, Sant'Angelo in Lizzola, Serra Sant'Abbondio, Tavullia

## Tribunale di Urbino

### Giudice di pace di Macerata Feltria
Belforte all'Isauro, Carpegna, Frontino, Lunano, Macerata Feltria, Mercatino Conca, Monte Cerignone, Monte Grimano Terme, Montecopiolo, Piandimeleto, Pietrarubbia, Sassocorvaro, Sassofeltrio

### Giudice di pace di Urbino
Acqualagna, Apecchio, Auditore, Borgo Pace, Cagli, Cantiano, Colbordolo, Fermignano, Fossombrone, Frontone, Isola del Piano, Mercatello sul Metauro, Montecalvo in Foglia, Montefelcino, Peglio, Petriano, Piobbico, Sant'Angelo in Vado, Sant'Ippolito, Tavoleto, Urbania, Urbino

## Autres organes juridictionnels compétents pour le ressort

### Chambres spécialisées
- Corte d'assise (cour d'assises) : Ancône, Macerata et Pesaro
- Corte d'assise d’appello (cour d'assises d'appel) : Ancône
- Sezione specializzata in materia di impresa (chambre pour les entreprises) auprès du Tribunal et de la Cour d’appel d’Ancône
- Tribunale regionale delle acque pubbliche (eaux publiques) : Rome

### Justice pour les mineurs
- Tribunale per i minorenni (Tribunal pour mineurs): Ancône
- Cour d’appel d’Ancône, sezione per i minorenni (chambre pour les  mineurs)

### Surveillance
Organes juridictionnels pour l’exécution et le contrôle de la peine 
- Magistrato di sorveglianza : Ancône et Macerata
- Tribunale di sorveglianza : Ancône

### Justice fiscale
- Commissione tributaria provinciale (CTP): Ancône, Ascoli Piceno, Macerata et Pesaro
- Commissione tributaria regionale (CTR) des Marches : Ancône

### Justice militaire
- Tribunale militare : Rome
- Corte d’appello militare :  Rome

### Justice des comptes publics
- Corte dei conti : Sezione giurisdizionale (chambre juridictionnelle) pour la Région des Marches; Sezione di controllo (chambre de contrôle) pour la Région des Marches; Procura regionale (ministère public) auprès de la Chambre juridictionnelle pour la Région des Marches (Ancône)

### Justice administrative
- Tribunale amministrativo regionale (tribunal administratif régional) pour les Marches (Ancône)[5]

### Usi civici
Organe statuant sur les propriétés collectives et les droits d’usage
- Commissariato per la liquidazione degli usi civici pour l’Émilie-Romagne et les Marches : Bologne